# نیروگاه هسته‌ای هاهیکیوی
نیروگاه هسته‌ای هاهیکیوی {{فنلاندی|Hanhikivi Nuclear Power Plant) یک نیروگاه هسته‌ای در فنلاند است که در Pyhäjoki واقع شده‌است.